# Gennett Records
Gennett Records  var ett amerikanskt skivmärke som blomstrade under 1920-talet.
Gennett records grundades i Richmond, Indiana av Starr Piano Company och släppte sina första inspelningar i oktober 1917. Gennett har gått till historien för den mängd inspelningar av tidiga jazzbegåvningar som gjordes på märket, bland andra av Jelly Roll Morton, Bix Beiderbecke, The New Orleans Rhythm Kings, Joe "King" Oliver's band (med den unge Louis Armstrong), Hoagy Carmichael och Tommy Dorsey.  Gennett spelade även in tidiga bluesartister som Blind Lemon Jefferson.